# BOYS END SWING GIRL
BOYS END SWING GIRL（ボーイズエンドスイングガール）は、日本の男性ロックバンド。

## 来歴
- 2010年 - 千葉県成田市で、冨塚大地と白澤直人を中心メンバーとして結成[3]。
- 2012年3月 - 鍔本隼が加入し、活動開始[3][4]。
- 2013年 - 飯村昇平が加入[3]。 同年、ロッキング・オンが主催するアマチュア・アーティスト・コンテスト「RO69JACK 2013」のオーディションを通過[4]。
- 2014年 - ソニーが主催するライブオーディション「HARENOVA season1」に出演し、ファイナルに進出、パフォーマンスで投票1位を獲得[5]。
- 2015年 - ロッキング・オン主催のコンテスト「RO69JACK 2015」で入賞[4]。 9月4日、過去にした3枚目のシングル「向日葵の国」と4枚目のシングル「14」をあわせたアルバム『向日葵の国/14』を配信限定でリリース[6]
- 2016年
  - 9月7日 - 自身初の全国流通アルバムである『KEEP ON ROOLING』の発売に伴い[7]、自主レーベルNazcaRecordsを設立[8]。 同月、イギリスの雑誌MyMにて特集が組まれ[9]、メンバー全員で母校の高校を訪問した[10]。
- 2017年
  - 3月 - 事務所とレーベルへの所属を発表[8]。同月より、隔週放送のテレビ朝日『EXシアターTV』、毎週放送のCSテレ朝チャンネル1『EXシアターTV Live』の対バンイベント『ROAD TO EX 2017』に出演。11月19日の決勝で優勝した[11][12]。
  - 3月15日 - 3月15日シングル「TRANCELL」を発売[13]。
  - 4月19日 - 2枚目のミニアルバム『TRANCE』を発売[14][15]。
  - 5月 - ワンマンライブを渋谷eggmanで開催[1]。
  - 11月18日 - 3枚目のミニアルバム『CLOCK』をリリース[1][16]。
  - 12月23日 - 『EXシアターTV』で出演権を獲得し、EXシアター六本木で行われたイベント「SO FES.2017」に出演[17]。
- 2018年
  - 1月 - テレビ朝日にて1年の軌跡をまとめた特集番組が放送[18]。
  - 2月4日 - 「SO FES.2017」出演の様子がテレビ朝日系EXシアターTVにて放送された[17]。
  - 2月24日 - TSUTAYA O-nest渋谷で行われたイベント「MUSIC MONSTERS 2018 -winter-」に出演[11][19]。
  - 3月1日 - ヴィレッジヴァンガードイオンモール成田店でのコラボレーショングッズの発売を発表[20]。
  - 3月17日・24日 - テレビ朝日にて「ROAD TO EX SO FES. 2017」特集が放送[21]。
  - 4月20日 - ワンマンライブ「from:youth」を開催[11]。
  - 5月26日 - METROPOLITAN ROCK FESTIVAL2018(通称：メトロック)への出演が決定[1]。
  - 12月22日 - 2019年春にテイチクエンタテインメント内のレーベルImperial Recordsよりメジャーデビューすることが発表された[22]。
- 2019年
  - 6月5日 - アルバム「FOREVER YOUNG」をリリースしメジャーデビュー。
- 2021年解散

## 影響
2015年のインタビューでは影響を受けたアーティストとして、冨塚大地はMr.ChildrenとLUNKHEAD、白澤直人はLUNKHEADとでんぱ組.inc、鍔本隼はドレスコーズとおとぎ話、飯村昇平は凛として時雨とFoo Fightersをそれぞれ挙げており、その後2016年イギリスの雑誌MyMでのインタビューで冨塚大地は、ビートルズ、ローリング・ストーンズ、オアシスなどイギリスのバンドから影響を受けたと答えている。

## メンバー
冨塚大地（とみづか だいち）
ボーカル、ギター担当。1993年12月16日生まれ。全楽曲の作詞作曲を行っている。
鍔本隼（つばもと じゅん）
ギター担当。1993年12月13日生まれ。
白澤直人（しらさわ なおと）
ベース担当。1993年11月1日生まれ。アートワークも担当。
飯村昇平（いいむら しょうへい）
ドラムス担当。1994年2月23日生まれ。東京都足立区出身。

## 作品

### シングル
| 枚  | 発売日        | 作品名                 | 規格品番  | 最高 順位 | 収録アルバム    |
| --- | ------------- | ---------------------- | --------- | --------- | --------------- |
| 1st | 2013年2月23日 | ひかり                 | BESG-002  |           |                 |
| 2nd | 2013年7月17日 | オルニティア           | BESG-003  |           | I'll be there   |
| 3rd | 2015年8月18日 | 風の吹く場所へ         | BESG-006  |           | KEEP ON ROLLING |
| 4th | 2016年2月19日 | WE ARE ×××× FANCLUB!!! | BESG-007  |           | KEEP ON ROLLING |
| 5th | 2016年3月15日 | FOREVER YOUNG          | BESG-008  |           | KEEP ON ROLLING |
| 6th | 2017年3月15日 | TRANCELL               | VAA88-001 |           | TRANCE          |

### 配信限定シングル
| 発売日         | 作品名                     | 規格                   | 収録アルバム | 備考                             |
| -------------- | -------------------------- | ---------------------- | ------------ | -------------------------------- |
| 2014年10月23日 | 向日葵の国                 | デジタル・ダウンロード |              |                                  |
| 2015年2月8日   | 14                         | デジタル・ダウンロード |              |                                  |
| 2017年7月15日  | STRIDE                     | デジタル・ダウンロード | CLOCK        | 2017夏の高校野球岩手大会テーマ曲 |
| 2018年12月19日 | サンタクロース・イズ・ユー | デジタル・ダウンロード |              |                                  |
| 2018年12月22日 | スノウドロップ             | デジタル・ダウンロード |              |                                  |

### コンピレーションアルバム
- JACKMAN RECORDS COMPILATION ALBUM vol.13-青盤- RO69JACK 2015（2016年）

## タイアップ
| 起用年 | 曲名       | タイアップ                                                     |
| ------ | ---------- | -------------------------------------------------------------- |
| 2017年 | ストライド | 2017 IAT夏の高校野球 テーマ曲                                  |
| 2017年 | リレイズ   | テレビ朝日系全国放送「Break Out」11月度 エンディング・トラック |

## ツアー
- BOYS END SWING GIRL TOUR 2016 LOOKING FOR“ROCK”and“ROLL”TOUR（2016年）[23]
- BOYS END SWING GIRL ONE-MAN LIVE “from:youth”（2018年）[11]

## 出演

### TV番組
- EXシアターTV（2017年）[11]

### イベント
- EX THEATER TV presents“Thank you!!”≪武井壮 and ROAD TO EX 2017≫SO FES. 2017（2017年）
- MUSIC MONSTERS 2018 -winter-（2018年）[11]
- SAKAE SP-RING 2018（2018年）[24]
- EX THEATER ROPPONGI presents "Thank you!!"《武井壮 and ROAD TO EX 2018》SO FES.2018（2018年）
- METROPOLITAN ROCK FESTIVAL2018（2018年）[1]
- くさのねフェス2018（2018年）

## 受賞歴
- RO69JACK 2015 入賞[4] - ロッキング・オン主催のコンテスト
- ROAD TO EX 2017優勝[25] - テレビ朝日主催の対バンイベント